# Saint-Georges-du-Mesnil
Saint-Georges-du-Mesnil foi uma antiga comuna francesa na região administrativa da Normandia, no departamento de Eure. Estendia-se por uma área de 3,24 km². Em 2010 a comuna tinha 221 habitantes (densidade: 68,2 hab./km²).
Em 1 de janeiro de 2019, passou a formar parte da nova comuna de Le Mesnil-Saint-Jean.